# Lossa (Unstrut)
Die Lossa ist ein gut 43 km langer, rechter Zufluss der Unstrut in Sachsen-Anhalt und Mittelthüringen. Der Name soll aus dem Indogermanischen stammen und das Wort Lachs beinhalten.

## Name
Die Lossa wird 1140 als Laz erstmals urkundlich erwähnt. Im Mittelhochdeutschen bedeutet laz 'lasch, trage'. Der Name ist daher als „das träge Gewässer“ zu deuten.

## Verlauf
Sie entspringt am westlichen Ende des Gebietes der ehemaligen Gemeinde Lossa im Burgenlandkreis in Sachsen-Anhalt. Die Quelle liegt in der Finne, einem Randgebirge des Thüringer Beckens. Sie fließt anfangs in Südrichtung durch Rastenberg, Hardisleben, Mannstedt, dann nach Westen durch Guthmannshausen, Olbersleben und Großneuhausen. Die Lossa mündet bei Leubingen in die Unstrut und teilt sich mit ihr das Flussbett bis Griefstedt, wo sie sich wiederum in einen linken Unstrutarm und einen rechten Lossaarm teilen. Endgültig fließen beide Flüsse erst hinter Gorsleben zusammen.

## Weiteres
Beginnend ab 1967 wurde in den Folgejahren ein größerer Teil der Lossa begradigt, so dass die jährlichen Überschwemmungen von Wiesen und Ackerland nahezu aufhörten. Zudem erhöhte sich durch diese Flussbaumaßnahmen die Fließgeschwindigkeit. Wegen der von ihr zum Jahreswechsel 2002/2003 herangeführten Schmelzwassermengen und des dadurch erzeugten Rückstaus der Unstrut trug sie damals wesentlich zu deren Hochwasser bei Leubingen bei.